# Nick Collison
Nicholas John Collison (Orange City; 26 de octubre de 1980) es un exjugador de baloncesto estadounidense que disputó 15 temporadas en la NBA, todas ellas en la misma franquicia, primero como Seattle SuperSonics y posteriormente renombrada como Oklahoma City Thunder tras el traslado de ciudad. Con 2,06 metros de altura jugaba en la posición de ala-pívot.

## Carrera

### Universidad
Collison pasó cuatro años en la Universidad de Kansas, formando con Kirk Hinrich uno de los mejores dúos en el baloncesto universitario. Comenzó fuerte en su primer año en Kansas, siendo el pívot titular y finalizando tercero en anotación del equipo y segundo en rebotes. En su año júnior llegó hasta los 15.6 puntos y 8.3 rebotes por partido, además de liderar la Big 12 en tapones (2.20 por encuentro) y llegar a la Final Four del torneo de la NCAA. Al año siguiente, lideró a Kansas al campeonato de la NCAA, promediando 18.5 puntos, 10 rebotes, 1.9 tapones por partido y un 55% en tiros de campo. En la Sweet 16, anotó 33 puntos, récord personal, y 19 rebotes en la victoria ante Duke Blue Devils.
Collison finalizó su carrera universitaria como el máximo anotador en la historia de la Big 12 por entonces, además de cosechar una gran cantidad de galardones y premios durante sus tres años en Kansas, especialmente en su año sénior, como el Jugador del Año NABC; nombrado en el mejor quinteto de la Final Four, del All-American, de la Big 12, de la West Region, de la pretemporada de la Big 12; tres veces mejor jugador de la semana en su conferencia, jugador nacional de la semana por ESPN.com, FoxSports.com y CollegeInsider.com; entre otros varios.
En 2004, su número 4 fue retirado por Kansas en un partido ante Michigan State Spartans en reconocimiento a sus logros.

### NBA
En el Draft de la NBA de 2003, fue seleccionado en el 12.ª posición por Seattle SuperSonics, pero se perdió la temporada 2003-04 debido a problemas en sus dos hombros. Debutó en temporada regular el 3 de noviembre de 2004 ante Los Angeles Clippers, anotando 3 puntos. En 82 partidos, 4 como titular, promedió 5.6 puntos y 4.6 rebotes por noche. Estadísticamente fue progresando campaña tras campaña, llegando hasta los 9.6 puntos por partido y 8.1 rebotes en la temporada 2006-07 en 56 partidos de titular con los Sonics.
Su mejor partido lo realizó el 9 de enero de 2007 ante Phoenix Suns, firmando 29 puntos y 21 rebotes.
En mayo de 2018 anunció su retirada, tras quince temporadas en la liga.

### Selección nacional
En julio de 1998 participó con Estados Unidos en el Campeonato FIBA Américas Sub-18 de 1998 en San Juan, donde se llevaron el oro.
Al año siguiente fue plata en el Mundial Sub-19 de Lisboa 1999.
Con la sección júnior de Estados Unidos, participó en el Campeonato FIBA Américas Sub-20 del 2000, donde se llevó la medalla de plata.
Fue integrate del equipo Sub-21 que ganó en el oro en el Mundial Sub-21 de Japón 2001.
Collison fue llamado como reserva para formar parte del combinado absoluto estadounidense que participaría en el Mundial de 2002, aunque finalmente no disputó el torneo.
En verano de 2003 participó con la absoluta en el Campeonato FIBA Américas de 2003 llevándose el oro.

## Estadísticas de su carrera en la NBA

### Temporada regular
| Año     | Equipo        | PJ  | PT  | MPP  | %TC  | %3P  | %TL  | RPP | APP | ROB | TPP | PPP |
| ------- | ------------- | --- | --- | ---- | ---- | ---- | ---- | --- | --- | --- | --- | --- |
| 2004-05 | Seattle       | 82  | 4   | 17.0 | .537 | .000 | .703 | 4.6 | .4  | .4  | .6  | 5.6 |
| 2005-06 | Seattle       | 66  | 27  | 21.9 | .525 | .000 | .699 | 5.6 | 1.1 | .3  | .5  | 7.5 |
| 2006-07 | Seattle       | 82  | 56  | 29.0 | .500 | .000 | .774 | 8.1 | 1.0 | .6  | .8  | 9.6 |
| 2007-08 | Seattle       | 78  | 35  | 28.5 | .502 | .000 | .737 | 9.4 | 1.4 | .6  | .8  | 9.8 |
| 2008-09 | Oklahoma City | 71  | 40  | 25.8 | .568 | .000 | .721 | 6.9 | .9  | .7  | .7  | 8.2 |
| 2009-10 | Oklahoma City | 75  | 5   | 20.8 | .589 | .250 | .692 | 5.1 | .5  | .5  | .6  | 5.9 |
| 2010-11 | Oklahoma City | 71  | 2   | 21.5 | .566 | .000 | .753 | 4.5 | 1.0 | .6  | .4  | 4.6 |
| 2011-12 | Oklahoma City | 63  | 0   | 20.7 | .597 | .000 | .710 | 4.3 | 1.3 | .5  | .4  | 4.5 |
| 2012-13 | Oklahoma City | 81  | 2   | 19.5 | .595 | .000 | .769 | 4.1 | 1.5 | .6  | .4  | 5.1 |
| 2013-14 | Oklahoma City | 81  | 0   | 16.7 | .556 | .235 | .710 | 3.6 | 1.3 | .4  | .3  | 4.2 |
| 2014-15 | Oklahoma City | 66  | 2   | 16.7 | .419 | .267 | .692 | 3.8 | 1.4 | .5  | .3  | 4.1 |
| 2015-16 | Oklahoma City | 59  | 4   | 11.9 | .459 | .000 | .697 | 2.9 | .9  | .2  | .2  | 2.1 |
| 2016-17 | Oklahoma City | 20  | 0   | 6.4  | .609 | 000  | .625 | 1.6 | .5  | .1  | .1  | 1.7 |
| 2017-18 | Oklahoma City | 15  | 0   | 5.0  | .684 | –    | .385 | 1.3 | .3  | .0  | .0  | 2.1 |
| Total   | Total         | 910 | 177 | 20.4 | .534 | .208 | .723 | 5.2 | 1.0 | .5  | .5  | 5.9 |

### Playoffs
| Año   | Equipo        | PJ | PT | MPP  | %TC  | %3P   | %TL  | RPP | APP | ROB | TPP | PPP |
| ----- | ------------- | -- | -- | ---- | ---- | ----- | ---- | --- | --- | --- | --- | --- |
| 2005  | Seattle       | 11 | 0  | 19.8 | .607 | 1.000 | .630 | 5.0 | .5  | .3  | .5  | 8.4 |
| 2010  | Oklahoma City | 6  | 0  | 21.5 | .333 | .000  | .429 | 4.7 | .3  | .8  | .2  | 3.2 |
| 2011  | Oklahoma City | 17 | 0  | 24.3 | .632 | .000  | .783 | 5.8 | .9  | .9  | .9  | 6.7 |
| 2012  | Oklahoma City | 20 | 0  | 16.6 | .647 | .000  | .429 | 3.4 | 1.0 | .6  | .3  | 3.5 |
| 2013  | Oklahoma City | 11 | 0  | 16.2 | .468 | .000  | .917 | 4.6 | 1.1 | .5  | 1.0 | 5.0 |
| 2014  | Oklahoma City | 17 | 2  | 10.8 | .414 | .400  | .700 | 2.2 | .8  | .2  | .4  | 1.9 |
| 2016  | Oklahoma City | 9  | 0  | 8.7  | .667 | .000  | .500 | 1.2 | .6  | .8  | .0  | 1.0 |
| Total | Total         | 91 | 2  | 16.8 | .558 | .429  | .682 | 3.9 | .8  | .57 | .48 | 4.3 |

## Vida personal
Su padre, Dave, entrenó a nivel de instituto durante 23 años, incluido a su hijo.
Su equipo de instituto, Iowa Falls, mantuvo un balance de 101-1 mientras estuvo Nick en el conjunto, además de ganar cuatro campeonatos estatales.